# Szászapátfalvi evangélikus templom
A szászapátfalvi evangélikus templom műemlékké nyilvánított épület Romániában, Szeben megyében. A romániai műemlékek jegyzékében az SB-II-a-B-12313 sorszámon szerepel.